# Кафявотеменна австралийска тимелия
Кафявотеменна австралийска тимелия (Pomatostomus ruficeps) е вид птица от семейство Pomatostomidae.

## Разпространение
Видът е разпространен в Австралия.